# Erra (banda)
Erra (estilizado como ERRA) é uma banda estadunidense de metalcore progressivo formada em Birmingham, Alabama, em 2009. A banda escolheu o nome a partir do deus acadiano homônimo. Até o momento, lançaram seis álbuns de estúdio e três EPs.
Erra já fez turnês com bandas como As I Lay Dying, August Burns Red, TesseracT, Born of Osiris, Ice Nine Kills, Glass Cloud, Within the Ruins, Bad Omens, I See Stars e Texas in July.

## Estilo musical e influências
A banda tem sido referida como "a lança de todo o movimento metalcore moderno/progressivo" e se refere ao seu próprio estilo como "melódico ambiental".
Eles citaram August Burns Red, Misery Signals, Born of Osiris e Saosin como suas influências.

## Membros
Atuais
- Alex Ballew – bateria, percussão (2009-presente)
- Jesse Cash – guitarras, vocais limpos (2009-presente); baixo (2014–2016)
- JT Cavey – vocal principal (2016-presente)
- Conor Hesse – baixo (2016-presente)
- Clint Tustin – guitarras (2023–presente; membro em turnê 2022–2023)

Membros suporte de turnê
- Trey Celaya – baixo (2015)
- Blakeley Townson – baixo (2015–2016)
- Dustin Davidson – guitarras (2021)

Ex membros
- Adam Hicks – baixo (2009–2012)
- Garrison Lee – guturais (2009–2014)
- Alan Rigdon – guitarras, vocais de apoio (2009–2014)
- Ian Eubanks – guturais (2014–2015)
- Sean Price – guitarras (2014–2022); baixo (2012–2016)